# Charles Gemar
Charles Donald Gemar dit Sam Gemar est un astronaute américain né le 4 août 1955.

## Vols réalisés
Il réalise 3 vols en tant que spécialiste de mission :
- 15 novembre 1990 : Atlantis STS-38
- 12 septembre 1991 : Discovery STS-48
- 4 mars 1994 : Columbia STS-62